# Wyspy Cooka na Letnich Igrzyskach Olimpijskich 1988
Wyspy Cooka na Letnich Igrzyskach Olimpijskich 1988 reprezentowało siedmiu zawodników: sześciu mężczyzn i jedna kobieta. Był to pierwszy start reprezentacji Wysp Cooka na letnich igrzyskach olimpijskich.
Najmłodszym zawodnikiem była 18-letnia lekkoatletka Erin Tierney, zaś najstarszym 31-letni bokser Richard Pittman.

## Skład kadry

### Boks
Mężczyźni
| Zawodnik         | Konkurencja   | 1/32             | 1/16             | 1/8              | Ćwierćfinał      | Półfinał         | Finał            | Finał   | Źródło |
| Zawodnik         | Konkurencja   | Przeciwnik Wynik | Przeciwnik Wynik | Przeciwnik Wynik | Przeciwnik Wynik | Przeciwnik Wynik | Przeciwnik Wynik | Miejsce | Źródło |
| ---------------- | ------------- | ---------------- | ---------------- | ---------------- | ---------------- | ---------------- | ---------------- | ------- | ------ |
| Zekaria Williams | waga musza    | Skriabin P (0–5) | NQ               | NQ               | NQ               | NQ               | NQ               | 33T.    | [ 3 ]  |
| Richard Pittman  | waga piórkowa | BYE              | Mabuza W (4–1)   | Szmuel P (0–5)   | NQ               | NQ               | NQ               | 9T.     | [ 4 ]  |
| Terepai Maea     | waga lekka    | BYE              | Kennedy P (RSC)  | NQ               | NQ               | NQ               | NQ               | 17T.    | [ 5 ]  |

### Lekkoatletyka
Mężczyźni
Konkurencje biegowe
| Zawodnik        | Konkurencja   | Eliminacje | Eliminacje | Ćwierćfinał | Ćwierćfinał | Półfinał | Półfinał | Finał | Finał   | Źródło |
| Zawodnik        | Konkurencja   | Wynik      | Miejsce    | Wynik       | Miejsce     | Wynik    | Miejsce  | Wynik | Miejsce | Źródło |
| --------------- | ------------- | ---------- | ---------- | ----------- | ----------- | -------- | -------- | ----- | ------- | ------ |
| William Taramai | bieg na 400 m | DNS        | DNS        | DNS         | DNS         | DNS      | DNS      | DNS   | DNS     | [ 6 ]  |
| William Taramai | bieg na 800 m | 1:58,80    | 8.         | NQ          | NQ          | NQ       | NQ       | NQ    | 67.     | [ 7 ]  |

Kobiety
Konkurencje biegowe
| Zawodniczka  | Konkurencja   | Eliminacje | Eliminacje | Ćwierćfinał | Ćwierćfinał | Półfinał | Półfinał | Finał | Finał   | Źródło |
| Zawodniczka  | Konkurencja   | Wynik      | Miejsce    | Wynik       | Miejsce     | Wynik    | Miejsce  | Wynik | Miejsce | Źródło |
| ------------ | ------------- | ---------- | ---------- | ----------- | ----------- | -------- | -------- | ----- | ------- | ------ |
| Erin Tierney | bieg na 100 m | 12,52      | 8.         | NQ          | NQ          | NQ       | NQ       | NQ    | 61.     | [ 8 ]  |
| Erin Tierney | bieg na 200 m | 26,16      | 8.         | NQ          | NQ          | NQ       | NQ       | NQ    | 56.     | [ 9 ]  |

Konkurencje techniczne
| Zawodniczka  | Konkurencja | Kwalifikacje | Kwalifikacje | Finał | Finał   | Źródło |
| Zawodniczka  | Konkurencja | Wynik        | Miejsce      | Wynik | Miejsce | Źródło |
| ------------ | ----------- | ------------ | ------------ | ----- | ------- | ------ |
| Erin Tierney | skok w dal  | DNS          | DNS          | DNS   | DNS     | [ 10 ] |

### Podnoszenie ciężarów
Mężczyźni
| Zawodnik      | Konkurencja | Rwanie | Rwanie  | Podrzut  | Podrzut | Razem    | Pozycja | Źródło               |
| Zawodnik      | Konkurencja | Wynik  | Pozycja | Wynik    | Pozycja | Razem    | Pozycja | Źródło               |
| ------------- | ----------- | ------ | ------- | -------- | ------- | -------- | ------- | -------------------- |
| Joseph Kauvai | -90 kg      | 85 kg  | 26.     | 115 kg   | 25.     | 200 kg   | 25.     | [ 11 ] [ 12 ] [ 13 ] |
| Mike Tererui  | -100 kg     | 105 kg | 18.     | 137,5 kg | 16.     | 242,5 kg | 16.     | [ 14 ] [ 15 ] [ 16 ] |